# Fort Ann
Ne doit pas être confondu avec Fort Ann (village, New York).
Fort-Ann, est une ville américaine du comté de Washington, dans l'État de New York.

## Histoire
Elle occupe l'emplacement de l'ancien fort du même nom connu par la bataille de 1777 lors de la Campagne de Saratoga.